# Назимов, Александр Евгеньевич
Александр Евгеньевич Назимов (ок. 1849—1902) — русский юрист, учёный-правовед и преподаватель.

## Биография
Происходил из старинной дворянской семьи псковских помещиков Назимовых.
Начальное образование получал дома, одним из преподавателей его был Ф. Ф. Фортунатов. Некоторое время учился в московской гимназии. Из-за болезни матери семья переехала за границу, по возвращении из которой в конце 1860-х годов поселилась в Киеве. После окончания Нежинской гимназии Александр Назимов поступил на юридический факультет Киевского университета Св. Владимира.
После окончаний университета со степенью кандидата стал работать помощником присяжного поверенного при Киевском суде; занимался адвокатской практикой.
Защитив диссертацию pro venia legendi (с лат. — «на получение права преподавать»): «Теория конституционализма и самоуправления Рудольфа Гнейста» (Ярославль, 1881), поступил приват-доцентом в Демидовский юридический лицей; после защиты в начале 1887 года диссертации «Реакция в Пруссии» (Ярославль, 1886) стал доцентом, а в 1889 году — исправляющим должность экстраординарного профессора по кафедре государственного права. С 1891 года читал в звании экстраординарного профессора полицейское право в Новороссийском университете в Одессе; в этом же году он стал деканом юридического факультета университета.
В 1895—1896 годах путешествовал по США. По возвращении в Россию, встретившись с одним из близких знакомых, передав ему американскую ассигнацию, сказал:

Я обещал как-то привезть Вам американскую конституцию — вот она. Читайте: Мы, Народ Соединенных Штатов — вот американская конституция.
Работа «Реакция в Пруссии», высоко оценённая современниками, имела целью «выяснить на частном примере Пруссии причинную связь между поступательными и попятными движениями современных западно-европейских обществ». Проведя «анализ общественно-политической эволюции, вызванной в Пруссии переворотом 1848 года и принявшей в своем дальнейшем развитии облик демократической, буржуазной и феодальной реакции», Назимов сделал вывод, что хотя реакция вызывается нередко случайными политическими комбинациями «переход от реакционного движения к движению реформаторскому подчиняется определённым законам», имеющим основу во внутреннем сродстве между новыми и старыми порядками.
Ему принадлежит также ряд серьёзных критико-биографических статей в «Юридической библиотеке» (издававшейся Демидовским лицеем) и «Юридическом вестнике» и несколько судебно-практических заметок в «Судебном вестнике». В конце 1870-х годов неоднократно выступал в качестве защитника по уголовным делам и государственным преступлениям.
Скончался от тяжёлого хронического заболевания щитовидной железы.